# Acta capituli

Acta capituli sunt colecțiile de procese verbale sau protocoale întocmite de capitlurile obișnuite ale clericilor sau de capitlurile ordinelor monahale, care erau în evul mediu locuri de adeverire.  
În Transilvania propriu-zisă existau două astfel de locuri de adeverire: cel al capitlului din Alba Iulia și cel de la Cluj-Mănăștur, la care se adaugă cele ale capitlurilor din Oradea și Arad, care au fost toate secularizate în anul 1556.